# 25è Festival Internacional de Cinema de Canes
El 25è Festival Internacional de Cinema de Canes es va dur a terme del 12 al 27 de maig de 1972. La Palma d'Or fou atorgada a La classe operaia va in paradiso d'Elio Petri i Il caso Mattei de Francesco Rosi.
El festival va obrir amb L'aventure c'est l'aventure, de Claude Lelouch i va tancar amb Frenzy, d'Alfred Hitchcock.

## Jurat
Les següents persones foren nomenades per formar part del jurat en l'edició de 1972:
Pel·lícules
- Joseph Losey (GB) President
- Bibi Andersson (Suècia)
- Georges Auric (França)
- Erskine Caldwell (EUA)
- Mark Donskoi (URSS)
- Miloš Forman (EUA)
- Giorgio Papi (Iugoslàvia)
- Jean Rochereau (França) (periodista)
- Alain Tanner (Suïssa)
- Naoki Togawa (Japó)

Curtmetratges
- Frédéric Rossif (França) President
- Istvan Dosai (Hongria) (Cinematografia oficial)
- Vicente Pineda (Itàlia) (periodista)

## Selecció oficial

### En competició – pel·lícules
Les següents pel·lícules competiren pel Grand Prix International du Festival:
- Chère Louise de Philippe de Broca
- A Fan's Notes d'Eric Till
- Das Unheil de Peter Fleischmann
- Les Feux de la Chandeleur de Serge Korber
- Ani Ohev Otach Rosa de Moshé Mizrahi
- Images de Robert Altman
- Jeremiah Johnson de Sydney Pollack
- King, Queen, Knave de Jerzy Skolimowski
- Malpertuis de Harry Kümel
- Il caso Mattei de Francesco Rosi
- Petrolejové lampy de Juraj Herz
- Perła w koronie de Kazimierz Kutz
- Még kér a nép de Miklós Jancsó
- The Ruling Class de Peter Medak
- Mimí metallurgico ferito nell'onore de Lina Wertmüller
- Chinmoku de Masahiro Shinoda
- Slaughterhouse-Five de George Roy Hill
- Solyaris d'Andrei Tarkovsky
- Les arpenteurs de Michel Soutter
- To Find a Man de Buzz Kulik
- Trotta de Johannes Schaaf
- La vraie nature de Bernadette de Gilles Carle
- The Visitors d'Elia Kazan
- Nous ne vieillirons pas ensemble de Maurice Pialat
- La classe operaia va in paradiso d'Elio Petri

### Pel·lícules fora de competició
Les següents pel·lícules foren seleccionades per ser projectades fora de competició:
- Asta Nielsen d'Asta Nielsen
- Bröder Carl de Susan Sontag
- Faustine et le bel été de Nina Companéez
- Frenzy d'Alfred Hitchcock
- L'aventure c'est l'aventure de Claude Lelouch
- La dérive de Paula Delsol
- La Génération du désert de Nicole Stéphane
- Une guerre pour une paix de Nicole Stéphane
- Lisa and the Devil de Mario Bava
- Den gale dansker de Kirsten Stenbæk
- Le lys de mer de Jacqueline Audry
- Hvezda Betlémská d'Hermína Týrlová
- Alye maki Issyk-Kulya de Bolotbek Shamshiyev
- Les Jeunes Filles En Fleurs de David Hamilton, Philippe Leroi
- Macbeth de Roman Polanski
- Marie de Márta Mészáros
- Merry-Go-Round de Kirsten Stenbæk
- Papa, les petits bateaux de Nelly Kaplan
- Roma de Federico Fellini
- Serata de Malvina Ursianu
- Sziget a szárazföldön de Judit Elek

### Curtmetratges en competició
Els següents curtmetratges competien per Palma d'Or al millor curtmetratge:
- Atlantyda de Piotr Szpakowicz
- The Birth of Aphrodite de Leland Auslender
- Le Fusil à lunette de Jean Chapot
- Giovanni Michelucci de Fernando Cerchio
- Hundertwasser's Rainy Day de Peter Schamoni
- Jour de classe de Henri Jouf
- Magic Graz de Curt M. Faudon
- Malka dnevna muzika d'Ivan Vesselinov
- Mini de Stoian Doukov
- I Omorfia tou thanatou de Nestoras Matsas
- Operation X-70 de Raoul Servais
- Pour solde de tout compte de Louis Pitzele
- Een Zeer zonnige wereld de Pieter De Groot
- Zikkaron de Laurent Coderre

## Seccions paral·leles

### Setmana Internacional dels Crítics
Els següents llargmetratges van ser seleccionats per ser projectats per a l'onzena Setmana de la Crítica (11e Semaine de la Critique):
- Avoir 20 ans dans les Aurès de René Vautier (França)
- Fritz the Cat de Ralph Bakshi (Estats Units)
- Der Hamburger Aufstand Oktober 1923 de Reiner Etz, Gisela Tuchtenhagen, Klaus Wildenhahn (RFA)
- La Maudite Galette de Denys Arcand (Canadà)
- Pilgrimage de Beni Montreso (Estats Units)
- The Trial of Catonsville Nine de Gorgon Davidson (Estats Units)
- Winter Soldier (Anonymous) (Estats Units)
- Prata Palomares d'André Faria (Brasil) (l'exhibició fou cancel·lada a petició del govern brasiler)

### Quinzena dels directors
Les següents pel·lícules foren exhibides en la Quinzena dels directors de 1972 (Quinzaine des Réalizateurs):
- Alianza para el progreso de Julio César Ludueña (Argentina)
- All the Advantages de Christopher Mason (Gran Bretanya)
- Brzezina d'Andrzej Wajda (Polònia)
- Kokuhakuteki joyûron de Yoshishige Yoshida (Japó)
- Los días del agua de Manuel Octavio Gómez (Cuba)
- Le journal d'un suicidé de Stanislav Stanojevic (França)
- Los dias del amor d'Alberto Isaac (Mèxic)
- Al-makhdu'un de Tewfik Saleh (Síria)
- Emitai d'Ousmane Sembene (Senegal)
- Faire la déménageus de José Varela (França)
- Family Life de Ken Loach (Gran Bretanya)
- Film Portrait [doc.) de Jerome Hill (Estats Units)
- Il gesto de Marcello Grottesi (Itàlia)
- Hail de Fred Levinson (Estats Units)
- Heat de Paul Morrissey (Estats Units)
- Homolka a tobolka de Jaroslav Papousek (Czech Republic)
- Land des Schweigens und der Dunkelheit [doc.) de Werner Herzog (RFA)
- Luminous Procuress de Steven Arnold (Estats Units)
- Marjoe de Howard Smith, Sarah Kernochan (Estats Units)
- Les mattes de Jean-Claude Labrecque (Canadà)
- The People de John Korty (Estats Units)
- Postschi de Darius Merhjui (Iran)
- ¡Qué hacer! de Saul Landau, Raoul Ruiz, James Becket, Bill Yarhaus, Nina Serrano (Xile, Estats Units)
- Reed, México insurgente de Paul Leduc (Mexico)
- Le Sang de Jean-Daniel Pollet (França)
- São Bernardo de Leon Hirszman (Brasil)
- Savages de James Ivory (Gran Bretanya)
- Shura de Toshio Matsumoto (Japó)
- San Michele aveva un gallo dels germans Taviani (Itàlia)
- Summer Soldiers de Hiroshi Teshigahara (Japó)
- La tecnica e il rito de Miklós Jancsó (Itàlia)
- Der Tod der Maria Malibran de Werner Schroeter (RFA)
- Week-end à Sochaux de Groupe Medvedkine (França)
- Wezwanie de Wojciech Solarz (Polònia)
- Die Zelle de Horst Bienek (RFA)

Curtmetratges
- Autoportrait d'un pornographe de Robert Swaim (França)
- Camille ou la comédie catastrophique de Claude Miller (França)
- Celui qui venait d'ailleurs de Atahualpa Lichy, J.P. Torok (França)
- Das Kaputte Kino de H.H.K. Schoenherr (Suïssa)
- Death of a Sandwichman de G. Henderickx, Robbe De Hert (Bèlgica)
- Drug Abuse de Pat Lehman (Estats Units)
- Empereur Tomato-Ketchup de Shuji Terayama (Japó)
- Homo Augens d'Ante Zaninovic (Iugoslàvia)
- Kamasutra Rides Again de Bob Godfrey (Gran Bretanya)
- La Chute de Paul Dopff (França)
- Le Cabot de P. Letellier J. (França)
- Le Sourire de Paul Dopff (França)
- Légendes et chateaux de Patrick Hella (Bèlgica)
- Luger de Georges Bensoussan (França)
- Saint-Denis sur Avenir de Sarah Maldoror (França)
- Yunbogi no nikki de Nagisa Oshima (Japó)

## Premis

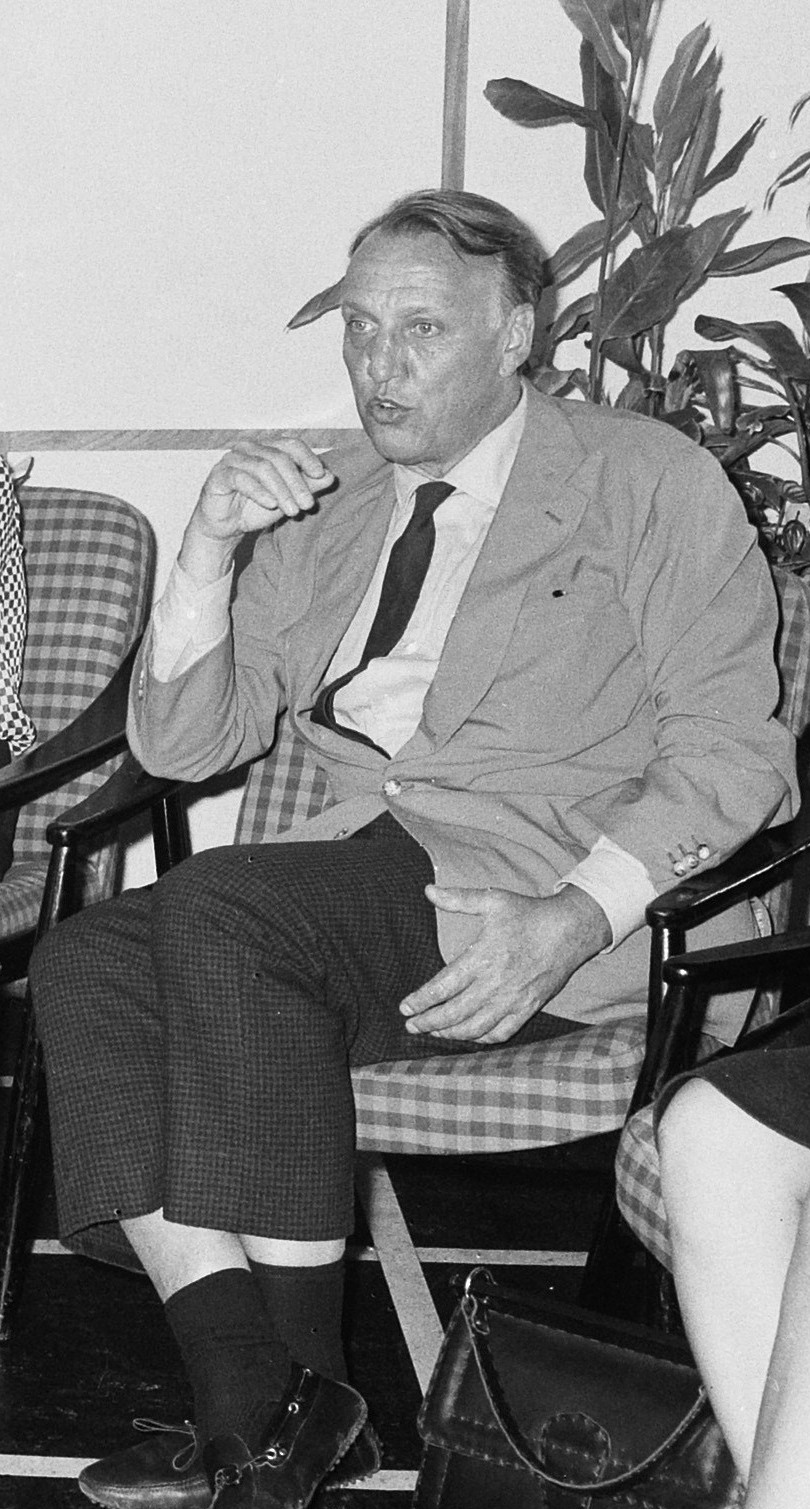
Joseph Losey, president del jurat

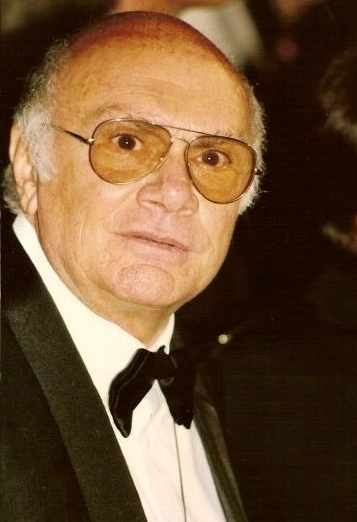
Francesco Rosi, guanyador del Grand Prix

### Premis oficials
Els guardonats en les seccions oficials de 1972 foren:
- Grand Prix du Festival International du Film:
  - La classe obrera va al paradís (La classe operaia va in paradiso) de Elio Petri
  - Il caso Mattei de Francesco Rosi
- Grand Prix Spécial du Jury: Solyaris d'Andrei Tarkovsky
- Millor director: Miklós Jancsó per Még kér a nép
- Millor actriu: Susannah York per Images
- Millor actor: Jean Yanne per Nous ne vieillirons pas ensemble
- Premi del Jurat: Slaughterhouse-Five de George Roy Hill

Curtmetratges
- Grand Prix spécial du Jury: Le Fusil à lunette de Jean Chapot
- Prix spécial du Jury: Operation X-70 de Raoul Servais

### Premis Independents
FIPRESCI
- Premi FIPRESCI: Avoir 20 ans dans les Aurès de René Vautier

Commission Supérieure Technique
- Gran Premi Tècnic: Zikkaron de Laurent Coderre

Altres premis
- Menció especial: Gian Maria Volonté for La Classe operaia va in paradiso i Il caso Mattei

## Mèdia
- INA: Atmosfera en el festival de 1972 (francès)
- INA: Groucho Marx i Alfred Hitchcock a Canes (francès)(anglès)
- INA: Présentation du film "Malpertuis" (francès)
- INA: Els guanyadors (francès)